# Filecard
Als Filecard (engl., sinngemäß „Dateien-Karte“) oder Hardcard bezeichnet man eine Kombination aus Festplatte (meist im 3,5″-Format) und Controller, entweder gemeinsam montiert auf einem Trägerblech oder sogar als integrierte Baugruppe (Steckkarte) gefertigt.

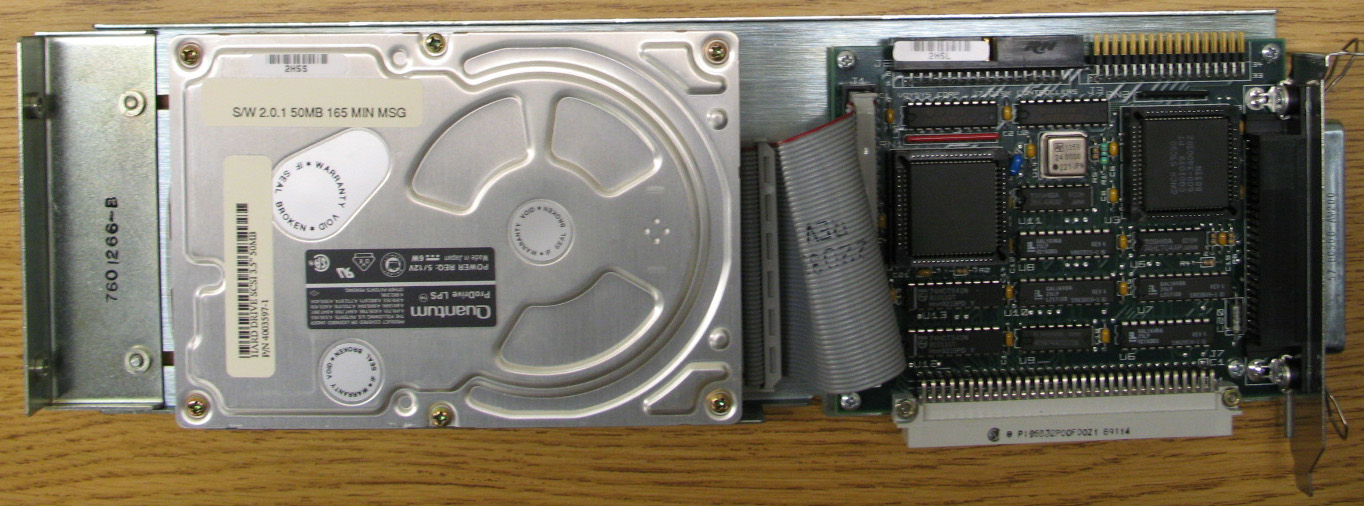
Filecard

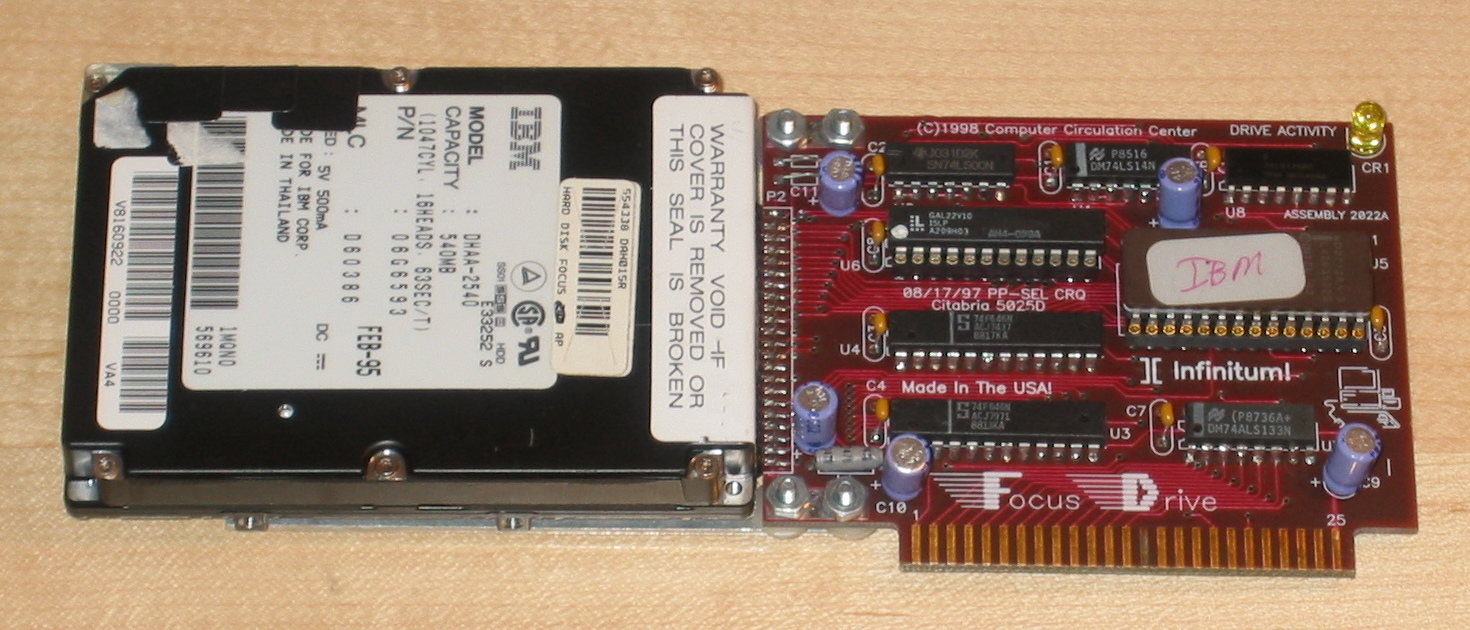
2,5″-Festplatte (540 MB) auf einer Steckkarte für den Apple II

Filecards waren zur Anfangszeit der IBM-kompatiblen Personal Computer beliebt, da sie durch Einbau in einen Erweiterungssteckplatz des Rechners eine platzsparende, preiswerte und auch von weniger erfahrenen Anwendern durchführbare Erweiterung der Speicherkapazität erlaubten.
Sehr häufig war auch der Einbau von Filecards in Computer der Commodore-Amiga-Baureihe; vornehmlich in das A1060 Sidecar, da dieses über keine normalen Einbauplätze für Festplattenlaufwerke verfügte. Auch beim eigentlich großzügigeren Gehäuse des Amiga 2000 wurde diese Lösung aus Preis- und Beschaffbarkeitsgründen oft vorgezogen. Während PC-Filecards üblicherweise mit 8-Bit-ST506-Controllern ausgestattet waren (dabei war zusätzlich  der Einsatz eines XT- oder AT-Bridgeboards  notwendig), umfasste die Modellpalette für die Amiga-Computer fast ausschließlich SCSI- und IDE(ATA)-Hostadapter.
Da inzwischen Festplatten zur Standardausstattung jedes Personal Computers gehören, sind Filecards im normalen Handel praktisch nicht mehr anzutreffen.